# Frigga crocuta
Frigga crocuta är en spindelart som först beskrevs av Władysław Taczanowski 1878.  Frigga crocuta ingår i släktet Frigga och familjen hoppspindlar. Inga underarter finns listade i Catalogue of Life.